# Đảo Hardwicke
Đảo Hardwicke là một hòn đảo thuộc tỉnh bang British Columbia, Canada, đảo có diện tích khoảng 35 km². Nó là một đảo thuộc quần đảo Discovery, nằm giữa đảo Vancouver và lục địa British Columbia, Canada. Trong vùng nước giao nhau giữa các eo biển Georgia, eo biển Johnstone và eo biển Nữ hoàng Charlotte.
Đảo Harwicke nằm ngoài khơi bờ biển làng Sayward và phía Đông lân cận đảo Tây Thurlow.